# Palácio das Laranjeiras

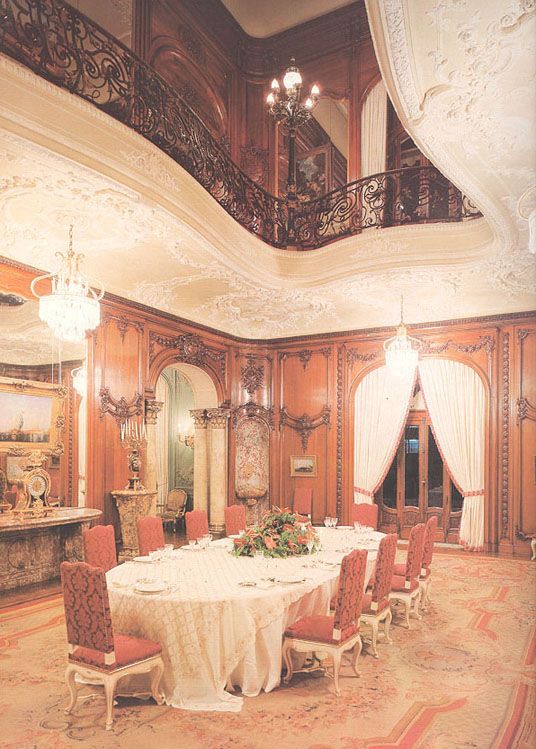
Salle à manger du Palais Laranjeiras

Le Palácio Laranjeiras (littéralement Palais des Orangers) est la résidence officielle du gouverneur de l'État de Rio de Janeiro, au Brésil.
Le palais est situé dans le parc Eduardo Guinle, un parc du quartier Laranjeiras de la ville de Rio de Janeiro.
Ancienne résidence d'une des familles brésiliennes les plus riches, le palais a été acheté par le gouvernement fédéral brésilien en 1947 pour accueillir des visiteurs, tels que des chefs d'État ou de gouvernement étrangers. A cette époque, la ville de Rio de Janeiro était la capitale du Brésil. En 1974, le gouvernement fédéral a cédé la propriété du palais à l'ancien État de Guanabara.

## Ancienne résidence présidentielle
Avant de devenir la résidence officielle du gouverneur de l'État, le palais était une résidence présidentielle. Son utilisation comme résidence officielle a commencé sous la présidence de Jucelino Kubitschek, qui a décidé d'utiliser le siège de la présidence, le palais de Catete, uniquement comme lieu de travail. Le président Kubitschek a utilisé le palais de Laranjeiras comme résidence principale jusqu'au transfert de la capitale fédérale à Brasilia.
Du transfert du siège du gouvernement à la nouvelle capitale de Brasília en 1960 jusqu'en 1974, date à laquelle il a été cédé au gouvernement de l'État de Rio de Janeiro, le palais de Laranjeiras est resté un palais officiel de la présidence de la République, utilisé comme résidence et lieu de travail du chef de l'exécutif lorsque le président était à Rio de Janeiro. Au cours de la première décennie après la fondation de Brasília, il était très courant pour les présidents de se rendre à Rio et d'y rester longtemps, car bien qu'elle ne soit plus la capitale, dans les années 1960, Rio de Janeiro abritait encore tous ambassades étrangères. Brasília n'était pas considérée comme un bon endroit où vivre, car de nombreux services n'avaient pas encore été établis dans la nouvelle capitale. Ainsi, au cours des années soixante, plusieurs actes officiels importants du gouvernement ont été signés au palais de Laranjeiras. Dans les années 70, l'utilisation du palais par la présidence a diminué à mesure que la ville de Brasilia grandissait, ce qui a conduit le gouvernement fédéral à décider de céder le palais au gouvernement de l'État de Rio de Janeiro.

## Histoire
1909 à 1913 - Construit pour servir de résidence à la famille d'Eduardo Guinle, il a reçu l'appellation Eduardo Guinle Palacete.
1947 - Sous le gouvernement du président Dutra, il a été acheté par le gouvernement fédéral pour accueillir les chefs d'État et d'autres visiteurs de marque qui visitaient la capitale du Brésil.
1956 - Après la mort du président Vargas (qui s'est suicidé au palais de Catete), son successeur, Juscelino Kubitschek, a commencé à utiliser le palais de Laranjeiras comme résidence. Le palais de Catete n'a été retenu que comme lieu de travail du président.
1960 - Avec le changement de capitale à Brasília, le Palais Laranjeiras reste la résidence officielle des présidents à Rio de Janeiro et reçoit toujours des invités de marque.
1968 - Le président Costa e Silva signe dans la bibliothèque du palais le fameux décret AI-5.
1969 - Abritait le siège du gouvernement fédéral sous la junte militaire au pouvoir.
1974 - Après avoir fusionné les États de Guanabara et de Rio de Janeiro, le président Geisel cède le palais de Laranjeiras au nouvel État, pour servir de résidence à ses gouverneurs.
1983 - Déclaré site du patrimoine par l'Institut du patrimoine historique et artistique national - IPHAN.
1975 à nos jours - Résidence officielle des gouverneurs de l'État de Rio de Janeiro. Le palais de Guanabara (où les gouverneurs de l'ancien État de Guanabara ont travaillé et résidé jusqu'en 1975) a été conservé uniquement comme lieu de travail du gouverneur.

## Source de traduction
- (pt) Cet article est partiellement ou en totalité issu de l’article de Wikipédia en portugais intitulé « Palacio Laranjeiras » (voir la liste des auteurs).